# Gardea
Gardea es un despoblado que actualmente forma parte del municipio de Llodio, en la provincia de Álava, País Vasco (España).

## Historia
Documentado desde 964, al despoblarse pasó a ser un barrio del municipio de Llodio.

## Monumentos
- Ermita de Santa Cruz de Gardea.[4]
- Palacio de Katuxa.